# 艺海剧院
艺海剧院是位於中華人民共和國上海市靜安區江寧路的一個音乐剧剧场，成立於2001年。建成初期，话剧在此驻场演出。2018年底，藝海劇院進行裝修。2020年1月9日，藝海劇院重新開放，並轉型為音樂劇的演出地。同時艺海剧院冠名FANCL艺术中心。